# Cyperus meistostylus
Cyperus meistostylus är en halvgräsart som beskrevs av Stanley Thatcher Blake. Cyperus meistostylus ingår i släktet papyrusar, och familjen halvgräs. Inga underarter finns listade i Catalogue of Life.